# حصن طاقة
يقع حصن طاقة ، في مدينة طاقة إحدى مدن محافظة ظفار الساحلية والتي اشتهرت بصناعة الفخار والمشغولات الفضية والحرف الأخرى ، يتميز حصن طاقة بخصوصية ألوانه 
الفنية رفيعة المستوى التي تميزه عن غيره • كذلك من الأشياء المميزة بوضوح 
في هذا الحصن نوافذه المتعددة والمزودة بستائر خشبية مشبكة وأقواس تبدو 
كفتحات المفاتيح في شكلها .